# The Who Sell Out
Az 1967-es The Who Sell Out a The Who angol rockegyüttes harmadik nagylemeze. Az Egyesült Királyságban a Track Records, az Egyesült Államokban a Decca Records gondozásában jelent meg. Egy koncepcióalbum, amely a Radio London kalózrádió tematikáját utánozza. A dalok egymástól függetlenek, álhirdetésekkel és reklámokkal vannak összekötve. A cím ironikusan értendő; pályafutásuk ezen szakaszában a The Who több reklámban is szerepelt, ezek egy része felkerült az új CD-kiadásra.
Az album megjelenését pereskedés követte, mivel az álreklámokban létező termékek nevei is elhangoztak. Az együttest a Radio London szignáljait készítő cég is beperelte, mivel, állításuk szerint, az együttes az engedélyük nélkül használta azokat.
Az album 115. a Rolling Stone magazin Minden idők 500 legjobb albuma listáján. Szerepel az 1001 lemez, amit hallanod kell, mielőtt meghalsz című könyvben.

## Háttér
Az I Can See for Miles kislemezen is megjelent; az Egyesült Királyságban a 10., az Egyesült Államokban pedig a 9. helyig jutott a listákon.
Az album egyedülálló az együttes diszkográfiájában, mivel a dalok nagy részén nem Daltrey énekel. Ő egyedül a Tattoo, I Can See for Miles és Rael dalokon hallható. A Medac és Silas Stingy dalokon Entwistle; az Odorono, Our Love Was, I can’t Reach You és Sunrise dalokon Townshend; az Armenia City in the Sky és Relax dalokon pedig Daltrey és Towshend énekel. A Rael egyes melódiái és ritmusai feltűntek a Tommy című lemezen.
Az album jellegzetességét az álreklámok és a dalok közti átkötések adják. Néhányukat valóban használta a Radio London kalózrádió. A reklámszignálok nagy részét Entwistle és Moon írta és adta elő.

## Csomagolás
A borító több panelre oszlik. Mindegyiken az együttes egyik tagja látható David Montgomery fényképén. Az elülső borítón Pete Townshend látható egy Odorono dezodorral, valamint Roger Daltrey egy kádnyi Heinz babkonzervben. Daltrey állítása szerint a fényképek készítésekor tüdőgyulladást kapott, mivel a babkonzerveket lefagyasztották. A hátoldalon Keith Moon (Medackal) és John Entwistle szerepel. Utóbbi egy leopárdmintás Tarzan-ruhában van, egy szőke nővel és egy plüssmedvével (az albumon hallható egyik álreklám hirdetése).
Az eredeti kiadás egy végtelenített barázdával ér véget (válasz a The Beatles Sgt. Pepper’s Lonely Hearts Club Band albumára). A végtelenített barázdán hallható zene a Track Records számára készített instrumentális szignál.
A Track Records 1967-es kiadásának első ezer (500 sztereó és 500 monó) példányába egy posztert is tettek. Ritkaságuk miatt ezek a lemezek nagyon értékesek.
2008-ban megjelent az album speciális kiadása, 2009-ben pedig a deluxe kiadást adták ki.

## Az album dalai
| 1. | Armenia City in the Sky       | John Keen      | Roger Daltrey és John Keen | 3:12 |
| 2. | Heinz Baked Beans             | John Entwistle | csak beszéd                | 0:57 |
| 3. | Mary Anne with the Shaky Hand | Pete Townshend | Daltrey                    | 2:04 |
| 4. | Odorono                       | Townshend      | Townshend                  | 2:16 |
| 5. | Tattoo                        | Townshend      | Daltrey és Townshend       | 2:42 |
| 6. | Our Love Was                  | Townshend      | Townshend                  | 3:07 |
| 7. | I Can See for Miles           | Townshend      | Daltrey                    | 4:17 |

| 8.  | Can’t Reach You                                    | Townshend | Townshend            | 3:03 |
| 9.  | Medac                                              | Entwistle | Entwistle            | 0:57 |
| 10. | Relax                                              | Townshend | Daltrey és Townshend | 2:38 |
| 11. | Silas Stingy                                       | Entwistle | Entwistle            | 3:04 |
| 12. | Sunrise                                            | Townshend | Townshend            | 3:03 |
| 13. | Rael (1 and 2) (az 1995-ös kiadáson Rael 1 címmel) | Townshend | Daltrey              | 5:44 |

| 14. | Rael 2                                              | Townshend                    | 0:47 |
| 15. | Glittering Girl                                     | Townshend                    | 2:56 |
| 16. | Melancholia (nem szerepelt a deluxe kiadáson)       | Townshend                    | 3:17 |
| 17. | Someone’s Coming                                    | Entwistle                    | 2:29 |
| 18. | Jaguar                                              | Townshend                    | 2:51 |
| 19. | Early Morning Cold Taxi                             | Roger Daltrey, Dave Langston | 2:55 |
| 20. | Hall of the Mountain King                           | Edvard Grieg                 | 4:19 |
| 21. | Girl’s Eyes                                         | Keith Moon                   | 3:28 |
| 22. | Mary Anne with the Shaky Hand (alternatív változat) | Daltrey                      | 3:19 |
| 23. | Glow Girl (nem szerepelt a deluxe kiadáson)         | Townshend                    | 2:24 |

## Helyezések

### Album
| Év   | Lista                | Helyezés |
| ---- | -------------------- | -------- |
| 1967 | UK Chart Albums      | 13       |
| 1968 | Billboard Pop Albums | 48       |

### Kislemezek
| Év   | Kislemez            | Lista                 | Helyezés |
| ---- | ------------------- | --------------------- | -------- |
| 1967 | I Can See for Miles | Billboard Pop Singles | 9        |
| 1967 | I Can See for Miles | UK Singles Charts     | 10       |

## Közreműködők
- Roger Daltrey – ének és háttérvokál, ütőhangszerek
- John Entwistle – basszusgitár, háttérvokál és ének, kürt
- Pete Townshend – gitár, háttérvokál és ének, billentyűk, síp, bendzsó
- Keith Moon – dob, háttérvokál, ütőhangszerek
- Al Kooper – billentyűk, orgona